# Sergi López Torras
Sergi López Torras, (Badalona, el Barcelonès, 15 de març de 1968 és un exjugador de bàsquet professional català. Fa 1,81 m d'alçada, i el seu lloc natural a la pista era el de base. És germà del també jugador de bàsquet professional Ferran López.

## Trajectòria
- Planter Joventut de Badalona.
- Joventut de Badalona (1985-1987)
- Caja Ronda (1987-1988)
- Club Bàsquet Girona (1988-1989)
- Gran Canaria (1989-1990)
- Bàsquet Club Andorra (1990-1993)
- Club Baloncesto Breogán (1993-1995)
- Espolón Burgos (1995-1996)
- Condis Gramanet (1996-1998)